# Xanthoarctia
Xanthoarctia är ett släkte av fjärilar. Xanthoarctia ingår i familjen björnspinnare.
Kladogram enligt Catalogue of Life:
| Xanthoarctia | \| \| Xanthoarctia pseudameoides \| \| \| \| \| \| Xanthoarctia pseudomeoides \| \| \| \| |
|              | \| \| Xanthoarctia pseudameoides \| \| \| \| \| \| Xanthoarctia pseudomeoides \| \| \| \| |
|              | Xanthoarctia pseudameoides                                                                |
|              |                                                                                           |
|              | Xanthoarctia pseudomeoides                                                                |
|              |                                                                                           |